# PISA-E
In Deutschland bezeichnet PISA-E die nationale Ergänzung der internationalen PISA-Studien.
Die Bezeichnung ist insofern unpräzise, als das I in PISA für international steht; jedoch sieht das internationale Konzept ausdrücklich die Möglichkeit vor, den weltweit einheitlichen Test um nationale Tests zu ergänzen. Diese Möglichkeit wird in Deutschland extensiv genutzt: Für PISA-E wird ein erheblich größerer Aufwand getrieben als für den eigentlichen, internationalen PISA-Test, der zur Unterscheidung auch PISA-I genannt wird.
An den ca. 200 Schulen, die an PISA-I teilnehmen, wird PISA-E an einem darauffolgenden zweiten Testtag durchgeführt. Darüber hinaus wird PISA-E an ca. 1000 weiteren Schulen durchgeführt, die nicht an PISA-I teilnehmen. Die Schülerstichprobe ist bei PISA-E mit 50.000 ungefähr zehnmal größer als bei PISA-I. Dieser erhebliche Mehraufwand ist erforderlich, um die Ergebnisse nach Bundesländern und Schularten auswerten zu können.

## Ergebnisse
Erklärtes Ziel von PISA-E ist eine Analyse des möglichen Einflusses von äußeren Faktoren, wie das Schulsystem des jeweiligen Bundeslandes, der Lehrplangestaltung, die Zusammensetzung (männlich/weiblich, Migrationshintergrund, sozial gutgestellt/sozial schwachgestellt) der Klassenstruktur und des familiären Hintergrundes der Schüler. Aus den Schülerangaben zur sozioökonomischen Stellung der Familie, zum erreichten Ausbildungsniveau der Eltern und zur materiellen Ausstattung des Haushalts wird eine Kennziffer des ökonomischen, sozialen und kulturellen Status (ESCS) berechnet, die dann mit den kognitiven Leistungen des Schülers korreliert wird.

## Wo herrscht die größte Bildungsbenachteiligung?
Insgesamt gehen Kinder aus Familien der oberen Dienstklasse (zum Beispiel Kinder von Spitzenmanagern) 6,06-mal häufiger aufs Gymnasium als Kinder aus Facharbeiterfamilien; Kinder aus der unteren Dienstklasse (zum Beispiel Kinder von Professoren oder Ärzten) gehen 3,64-mal häufiger aufs Gymnasium als Facharbeiterkinder (ebd.).
Die Chancen der Facharbeiterkinder sind in Städten mit über 300.000 Einwohnern am schlechtesten. Dort sind die Chancen des Kindes aus der oberen Dienstklasse auf den Gymnasialbesuch 14,36-mal höher als die des Facharbeiterkindes und die Chancen eines Kindes aus der unteren Dienstklasse 7,5-mal höher als die eines Facharbeiterkindes (ebd.).

### Bessere Chancen in Ostdeutschland
Interessant ist auch der Ost- und Westvergleich der Bildungsbenachteiligung. In Westdeutschland sind die Chancen (Odds Ratio) ein Gymnasium zu besuchen für ein Kind aus der oberen Dienstklasse (Akademiker) 7,26-mal so groß und für ein Kind aus der unteren Dienstklasse 4,20-mal so groß ein Gymnasium zu besuchen, als die Chancen eines Facharbeiterkindes es sind (ebd.).
In Ostdeutschland ist die Ungleichheit der Lebenschancen kleiner. Hier ist die Chance eines Kindes aus der oberen Dienstklasse 3,89-mal so groß wie die eines Facharbeiterkindes und die Chance eines Kindes aus der unteren Dienstklasse ist 2,78-mal so groß. Die Vermutung, dass dies an einem hohen Migrantenanteil in Westdeutschland und an einem vermeintlich „bildungferneren“ Hintergrund von Migrantenkindern liege, wurde überprüft und konnte nicht bestätigt werden:
„Das wirklich überraschende Resultat der Analysen ist [...] der [...] deutlich zu erkennende Befund, dass die sekundären sozialen Ungleichheiten unter den 15-Jährigen ohne Migrationshintergrund nicht geringer, sondern tendenziell größer als für die Gesamtkohorte ausfallen. Es kann also keine Rede davon sein, dass die Probleme der sozialen Verteilungsgerechtigkeit im engeren Sinne eine Nebenfolge der Zuwanderung sozial schwacher Bevölkerungskreise seien. [...] Ein ähnliches Resultat haben zum ersten Mal Lehmann, Peek und Gänsefuß (1997) aus der Hamburger Untersuchung zur Lernausgangslage berichtet. Dies heißt, [...], dass das Ost-West-Gefälle [...] bei einer Betrachtung ausschließlich von Jugendlichen ohne Migrationshintergrund noch steiler ausfällt.“
Die PISA-E-Studie 2003 berichtete von einer extremen sozialen Benachteiligung von Facharbeiterkindern im Bundesdurchschnitt. So sei die Wahrscheinlichkeit (Odds Ratio) von Kindern der Dienstklassen gegenüber Facharbeiterkindern bei gleicher Lese- und Mathematikkompetenz mehr als viermal so hoch ein Gymnasium zu besuchen (in Bayern knapp siebenmal so hoch). Betrachtet man nicht die Kinder aus Facharbeiterfamilien, sondern von Eltern, die sozioökonomisch und kulturell noch schlechter gestellt sind, so wird die soziale Benachteiligung noch höher. Kinder aus den Dienstklassen haben bei gleichen Leistungen im Bundesdurchschnitt dann eine knapp sechsmal höhere Wahrscheinlichkeit, das Gymnasium zu besuchen (in Sachsen-Anhalt eine neunmal höhere). Zu ähnlichen Ergebnissen kamen die Hamburger LAU-Studie, die IGLU-Studie, sowie die AWO-Studie.

## Leistungsunterschiede zwischen Bundesländern
In den Naturwissenschaften lassen sich ausgeprägte Leistungsunterschiede zwischen den verschiedenen Bundesländern feststellen. Die Schüler ohne Migrationshintergrund schneiden in den meisten Bundesländern relativ gut ab.
| Bundesland             | Kompetenzpunkte (Schüler ohne Migrationshintergrund) |
| ---------------------- | ---------------------------------------------------- |
| Bayern                 | 528                                                  |
| Baden-Württemberg      | 527                                                  |
| Sachsen                | 509                                                  |
| Rheinland-Pfalz        | 508                                                  |
| Schleswig-Holstein     | 506                                                  |
| Thüringen              | 505                                                  |
| Nordrhein-Westfalen    | 504                                                  |
| Hessen                 | 504                                                  |
| Niedersachsen          | 501                                                  |
| OECD-Mittelwert        | 500                                                  |
| Saarland               | 497                                                  |
| Bremen                 | 493                                                  |
| Mecklenburg-Vorpommern | 492                                                  |
| Sachsen-Anhalt         | 478                                                  |
| Brandenburg            | 473                                                  |

Die Schüler mit Migrationshintergrund hingegen schneiden in der Regel schlechter ab als ihre Klassenkameraden ohne Migrationshintergrund. Doch auch hier lassen sich ausgeprägte Unterschiede zwischen den Bundesländern nachweisen. Schüler ohne Migrationshintergrund aus Sachsen-Anhalt oder Brandenburg schneiden schlechter ab als Schüler mit Migrationshintergrund aus Bayern.
Die Ergebnisse für die Länder mit weniger als zehn Prozent 15-Jährigen mit Migrationshintergrund wurden von Prenzel et al. nicht ausgewertet.
Schüler mit Migrationshintergrund sind keine einheitliche Gruppe. Schüler der verschiedenen ethnischen Gruppen unterscheiden sich in ihrer Leistung stark. So gibt es sowohl ethnische Gruppen, deren Mitglieder viel besser abschneiden als die Deutschen ohne Migrationshintergrund (zum Beispiel Vietnamesischstämmige), als auch Ethnien, deren Mitglieder weit hinter den Deutschen zurückliegen (zum Beispiel Türkischstämmige).
| Bundesland          | Kompetenzpunkte (Schüler mit Migrationshintergrund (nur Bundesländer mit über 10 % Schülern mit Migrationshintergrund)) | 15-Jährige mit Migrationshintergrund im betreffenden Bundesland (in % aller 15-Jährigen) |
| ------------------- | --- | ---------------------------------------------------------------------------------------- |
| OECD-Mittelwert     | 500 |                                                                                          |
| Bayern              | 479 | 20,5 %                                                                                   |
| Saarland            | 463 | 18,5 %                                                                                   |
| Rheinland-Pfalz     | 459 | 25,6 %                                                                                   |
| Baden-Württemberg   | 456 | 27,7 %                                                                                   |
| Schleswig-Holstein  | 445 | 14,3 %                                                                                   |
| Hessen              | 444 | 33,5 %                                                                                   |
| Nordrhein-Westfalen | 438 | 30,7 %                                                                                   |
| Niedersachsen       | 428 | 19,6 %                                                                                   |
| Bremen              | 418 | 39,9 %                                                                                   |

## Weiterführende Informationen